# دون كوبر
دون كوبر (بالإنجليزية: Don Cooper)‏ هو لاعب كرة قاعدة أمريكي، ولد في 15 يناير 1957 في نيويورك في الولايات المتحدة.

## وصلات خارجية
- دون كوبر على موقعبيزبول رفرنس.كوم (الدوري الرئيسي) (الإنجليزية)
- دون كوبر على موقعبيزبول رفرنس.كوم (الدوري الثانوي) (الإنجليزية)
- دون كوبر على موقع مشجعي الرسوم البيانية (الإنجليزية)